# Ronaldo Rodrigues de Jesus
Ronaldo Rodrigues de Jesus, conegut futbolísticament com a Ronaldo o Ronaldão, (São Paulo, Brasil, 19 de juny de 1965) és un exfutbolista brasiler. Va disputar 14 partits amb la selecció del Brasil.